# 深澤純
深澤 純（ふかざわ じゅん、5月20日 - ）は、日本の男性声優。神奈川県出身。ぷろだくしょんバオバブ所属。

## 人物
資格は普通自動車免許、英語検定・漢字検定3級。
特技はテニス、料理。趣味はテニス、筋トレ、料理。

## 出演

### テレビアニメ
2020年
- 忍たま乱太郎（兵士）
- Re:ゼロから始める異世界生活（2020年 - 2021年、村人） - 2シリーズ
- 魔女の旅々（住民）

2021年
- スライム倒して300年、知らないうちにレベルMAXになってました（村人B、魔族A）
- RE-MAIN（卓球部員、図師、野球部員C）
- 魔法科高校の優等生（男）

2022年
- 天才王子の赤字国家再生術（グリナッヘ）
- 恋は世界征服のあとで（色黒）
- 金装のヴェルメイユ〜崖っぷち魔術師は最強の厄災と魔法世界を突き進む〜（試験官）
- アイドリッシュセブン Third BEAT!（スタッフ）

2023年
- シュガーアップル・フェアリーテイル（職人）
- ゾン100〜ゾンビになるまでにしたい100のこと〜（先輩D）

2024年
- 魔法科高校の劣等生（神田議員）

2025年
- 履いてください、鷹峰さん（男子生徒D、男子生徒F、貴族）

### webアニメ
- NEXCO東日本 アニメPV

### ゲーム
- エースアーチャー（2020年、ヒノカグツチ[9]）
- TRAHA（2020年、プレイヤーキャラ（男性）他[10]）
- タワー オブ アイオン（2020年）
- ファイナルファンタジーVII リメイク（2020年）
- フードファンタジー（2022年、タイガーロールケーキ[11]）
- ドラゴンクエストX 天星の英雄たち オンライン（2022年、エフライム、ポポンタ[12]）

### デジタルコミック
- SAKAMOTO DAYS（2020年 - 2022年、坂本太郎[13]）
- ポポ（2021年、根太ゴン蔵[14]）
- 高校生家族（2021年、ナレーション[15]）

### 吹き替え

#### 映画
- ラストツアー

#### ドラマ
- シカゴ・メッド シーズン2 （ノア・セクストン）
- HAWAII FIVE-0　シーズン9
- FAMOUS IN LOVE（MC 他）

#### アニメ
- 忍者ハットリくん（2012年）
- 最後の召喚師 -The Last Summoner-（2023年、力士、緑服、男3 他）

### CM
- オムニボット「ハロー!QB」

### パチンコ
- CR新世紀エヴァンゲリオン

### 舞台
- マクベス再宴

### その他
- VOICEPEAK  商用可能 ナレーター（男性5）